# PJブラック
PJブラック（PJ Black、1981年3月3日 - ）は、南アフリカ共和国のプロレスラー。西ケープ州ケープタウン出身。本名はポール・ロイド・ジュニア（Paul Lloyd Jr.）。WWEでのジャスティン・ガブリエル（Justin Gabriel）などの旧リングネームでも知られる。

## 来歴

### キャリア初期
16歳の時にPJブラック（PJ Black）のリングネームでプロレスラーとしてデビュー。その後プロレスと勉学においての教養を養うためにイギリスに5年間留学。イギリスの団体であるFWAのレスリング・アカデミーでトレーニングを積み、2003年に再デビューを果たす。なお、その留学には後にWWEで同僚となるアダム・ローズことレイ・レッパンが帯同していた。
2006年にレッパンと共に南アフリカに帰国し、WWP（World Wrestling Professionals）に入団。レッパンをパートナーにピュア・ジュース（Pure Juice）というタッグチームを結成し、早い期間でトップへと成長。2007年にWWP世界クルーザー級王座を奪取した。

### WWE
2008年、WWEと3年間のディペロップメント契約。2009年に傘下団体であるFCWにて本名のポール・ロイド・ジュニアでデビュー。その後リングネームをジャスティン・エンジェル（Justin Angel）に変更。6月にクリス・ローガンとタッグを組んでケイレン・クロフト & トレント・バレッタからFCWフロリダタッグチーム王座を奪取。タッグ王座を陥落してからはタッグを解消し、シングルに転向。9月にヒース・スレイターからFCWフロリダヘビー級王座を奪取した。
2010年にECWが放送終了となり、新設された番組であるNXTのシーズン1にルーキーとして参加。リングネームをジャスティン・ガブリエル（Justin Gabriel）に変更し、マット・ハーディーをプロとして迎え、優勝を期待されるも第3位という結果に終わった。その後シーズン1のルーキーで結成されたネクサスの一員として暴れ回り、PPVのBragging Rights 2010後のRAWにてヒース・スレイターとタッグを組んでデビッド・オタンガ & ジョン・シナからWWEタッグ王座を奪取した。12月6日のRAWで行われた4ウェイ・エリミネーション戦での王座戦では、シナの介入もありサンティーノ・マレラ & ウラジミール・コズロフ組に敗れ王座から陥落した。
1月10日のRAWではネクサスの新リーダーになったCMパンクが行った“通過儀礼”であるスレーターとの竹刀での殴りあいを拒否、スレーターと共にネクサスを脱退した。1月14日のSmackDown!ではウェイド・バレット対ビッグ・ショー戦に乱入し、バレット、スレイター、エゼキエル・ジャクソンと共にビッグ・ショーを袋叩きにしてコアを結成した。
2011年2月20日のElimination Chamber 2011ではスレイターとタッグを組んでマレラ & コズロフ組からWWEタッグ王座を奪還した。しかし、翌日のRAWでザ・ミズ & シナ組に敗れ王座を失うが、すぐに再戦権を行使して勝利し王座を奪還。2ヶ月後の4月19日のSmackDown!でビッグ・ショー & ケインに敗れ、王座を失った。その後もコアとしての活動を続けるが、度重なるバレットの行為（自身とスレイターを見捨てた）により、6月10日のSmackDown!でスレイターと共にコアを脱退。脱退後、しばらくはスレイターとのタッグ戦線に居たが、7月8日のウーソズとの試合に敗北し仲間割れを起こし、翌週15日にスレイターと一騎討ちを行いガブリエルの勝利に終わった。7月17日開催のMoney in the Bank 2011に参戦し、一時的にバレット、スレイターと共闘したが、結局それ以後ベビーフェイスに転向、タイソン・キッドとインターナショナル・エアストライクを結成するなどした。
2012年に入ってからは、PPVにて即興のUS王座戦やタッグ王座戦に参戦し活躍の幅を広げていたものの、WrestleMania 28直後に負傷欠場。6月より復帰し、NXTやSuperstarsを中心に活動。10月にはHell in a Cell 2012でUS王座を保持するアントニオ・セザーロに挑戦するも敗戦。
2013年1月にはNXTのゴールドラッシュトーナメントに出場するも一回戦落ちとなった。4月17日にはMain EventにてIC王座を保持するウェイド・バレットに挑戦するも奪取するに至らなかった。
2014年5月よりNXTでの出場機会が増えるようになり、ベビーフェイスとしてエイドリアン・ネヴィルやサミ・ゼインと対戦してフェアな試合を行っていたが、タイソン・キッドにより促されゼインを襲撃してヒールターンした。
2015年1月24日、WWEから退団する事が発表された。

### インディー団体
WWE退団後、2015年1月31日、ニュージャージー州を拠点とするPWS（Pro Wrestling Syndicate）のPWS Frozen Fallout 2015にてインディー時代に使用したリングネームであるPJブラックで参戦。PWSスーサイダル6way王座戦に出場するがベルトを奪取するに至らなかった。3月8日、トミー・ドリーマーが主宰するHOH（House Of Hardcore）のHOH VIIIに参戦。ブライアン・マイヤーズと対戦して勝利。同月26日、ニュージャージー州を拠点とするEVOLVEのEVOLVE 39に参戦。EVOLVE王座を保持するドリュー・ギャロウェイと対戦するが最後にフューチャー・ショックを決められ敗戦した。

### GFW / TNA
2015年6月20日、ジェフ・ジャレットが主宰するGFWのGrand Slam Tourに参戦。アンドリュー・エヴァレットと組んでホットショット（キャシディー・ライリー & チェイス・スティーブンス）と対戦してスプリングボート式450°スプラッシュを決めて勝利した。7月24日、Ampedにて初代GFWネクスジェン王者決定トーナメントに出場し、1回戦で真田聖也と対戦して勝利した。8月12日、TNA・iMPACT WrestlingにてTNA vs GFWの団体抗争戦でジャレット率いるGFWの一員として登場。ジャレットが復活させたTNAキング・オブ・ザ・マウンテン王座を巡ってキング・オブ・ザ・マウンテンマッチを行い、最後にエリック・ヤングにスピアーを決めて満身創痍となっていたボビー・ラシュリーに450°スプラッシュを浴びせ、ベルトをフックに掛けて王座を戴冠した。同月19日、TNA世界ヘビー級王座を保持するイーサン・カーター3世と両団体の威信を懸けて対戦し、終盤に打撃の応酬になったところをスピンキックを浴びせて倒し、450°スプラッシュを狙ったがロープから振り落とされるとEC3のフィニッシャーであるワン・パーセンターを決められ敗戦した。10月23日、GFW Ampedにて初代GFWネクスジェン王者決定トーナメント決勝戦を行う。ヴァージル・フリン、ジグソー、TJPと4wayマッチを行い勝利。初代王者となった。

### 新日本プロレス
2020年8月、新日本プロレスがアメリカで収録している中継番組「NJPW STRONG」に参戦。

## 得意技
- スプリングホールド式ムーンサルトプレス

### フィニッシュ・ホールド
450°スプラッシュ
WWEでのフィニッシャー。放った後、腹部を押さえ痛がる素振りを見せるのが定番となっている。
スプリングボート式450°スプラッシュ

### 打撃技
エルボー
エルボー・スタンプ
バックエルボー
エルボー・ドロップ
ナックルパート
ドロップキック
スーパーキック
スピンキック
顔面に放つほか、ローリング・ソバットのような形で見せることがある。
ミドルキックコンビネーションジャンピング・ローリング・ソバット
相手にミドルキックを打ち付けてから、ジャンピング・ローリング・ソバットを打ち付けるコンビネーション技。
延髄斬り
コーナーからのハイキック
コーナー際のエプロンに立っている際、片腕でトップロープを掴んだまま軽くジャンプして延髄斬りのように放つハイキック。コーナーからの攻撃を狙っている状態で、相手が近付いてきた際迎撃で使用することが多い。
スピアー

### 投げ技
スナップ・スープレックス
スーパープレックス
ジャーマンスープレックス
トルネードDDT
STO
ベリー・トゥー・バック・スープレックス
ブルーサンダー
バッド・ハビット
相手の背後から相手の左腕を掴み自身の股に挟み自身の右腕で相手の右腕をロックして背中に横向きで背負う様な形で担ぎ上げ、そのまま自ら、前面から倒れ込み相手は後頭部からマットに叩きつける変形のクルスフィックス・ボム。和名は「悪い習慣」の意味。形としては変形・逆打ち。

### 飛び技
ミサイルキック
相手を仰向けにダウンさせ、450°スプラッシュへと繋げる。
サマーソルト・ドロップ
コーナー串刺しクロス・ボディ・アタック
相手がコーナーでダウン状態で、自ら助走を付けてからクロス・ボディ・アタックを打ち付ける技。
スプリングボード式クロス・ボディ
スプリングボード式ムーンサルト
ムーンサルトプレス
スーサイドダイブ

## 獲得タイトル
GFW
- GFWネクスジェン王座 : 1回

TNA

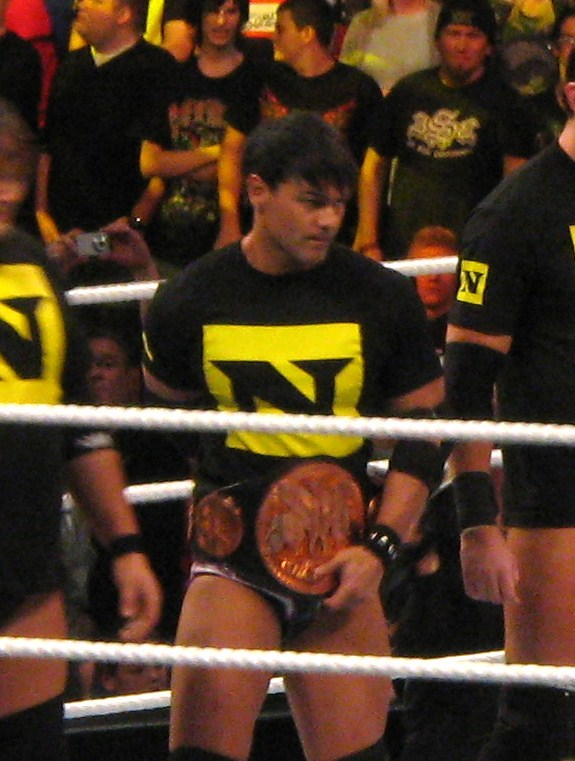
180p.m. WWEタッグ王座

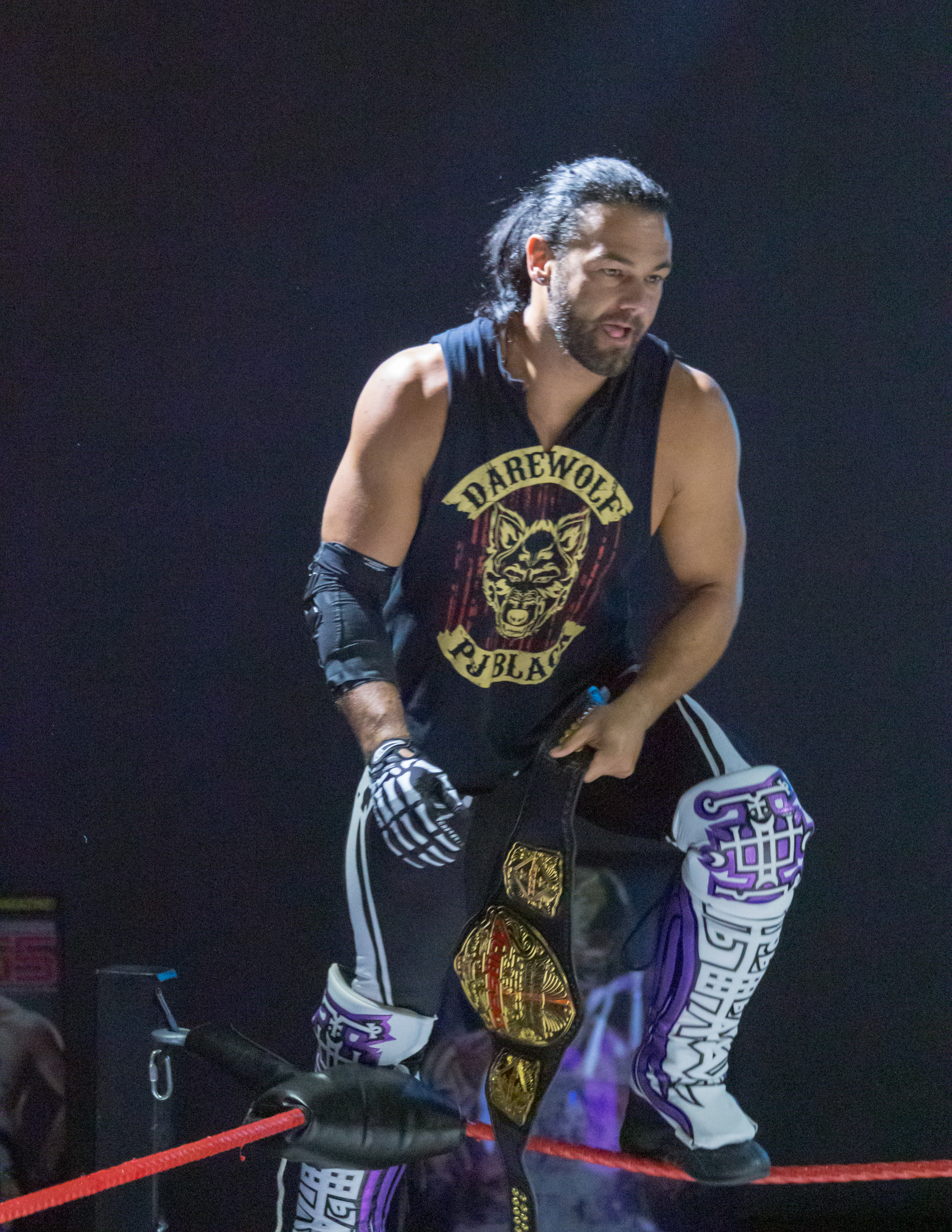
DWW王座

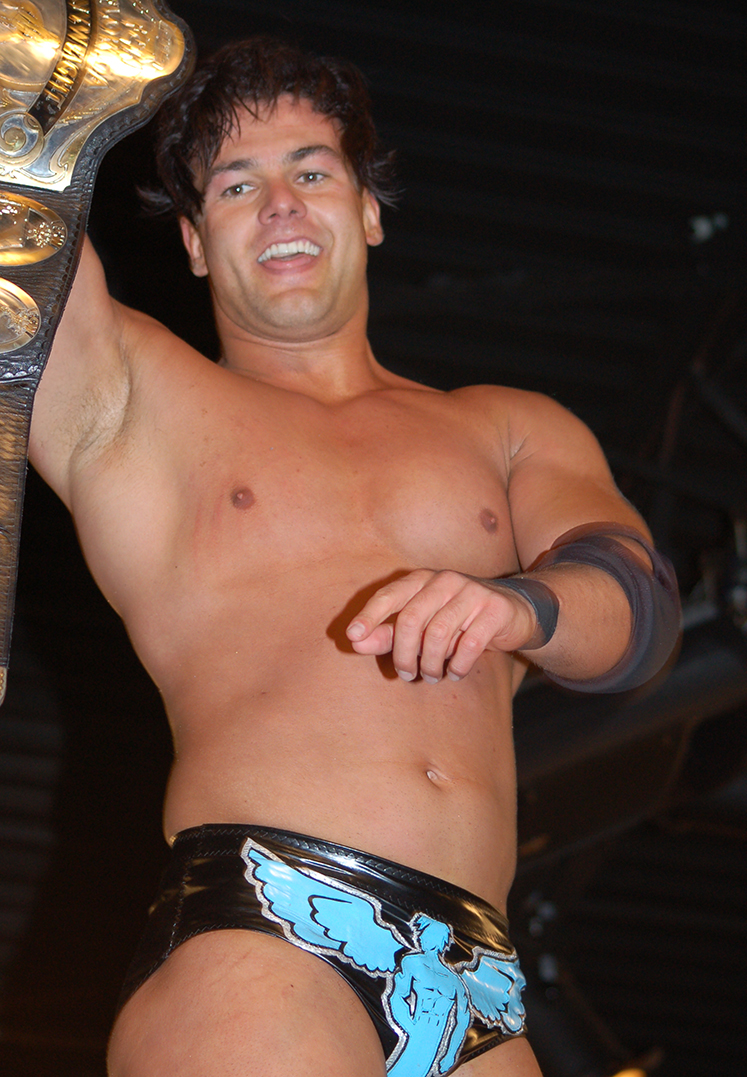
FCWフロリダヘビー級王者時代

- TNAキング・オブ・ザ・マウンテン王座 : 1回
- キング・オブ・ザ・マウンテン : 2015年

WWE
- WWEタッグ王座 : 3回

w / ヒース・スレイター : 3回
FCW
- FCWフロリダタッグ王座 : 1回

w / クリス・ローガン
- FCWフロリダヘビー級王座 : 1回

WWP
- WWP世界クルーザー級王座 : 1回

## 入場曲
- Digging with a Spoon
- Alien Works (Edit)
- Power Cutz A
- Get Out Of My Room
- What Love Is (Edit)
- We Are One (12 Stones)
- End of Days (9 Electric)
- End of Days (emphatic)
- Black or White (Bleeding in Stereo)
- All About the Power (スレイターとのタッグ解消後からマネー・イン・ザ・バンク戦の短い期間中に使用。その後デビッド・オタンガの入場曲に転用された)
- The Rising
- Fear Nothing - 現在使用中
- Obtuse